# كينيساو
كينيساو (بالإنجليزية: Kennesaw, Georgia)‏ هي مدينة تقع في مقاطعة كوب، جورجيا بولاية جورجيا في الولايات المتحدة. تبلغ مساحة هذه المدينة 22 (كم²)، وترتفع عن سطح البحر 332 م، بلغ عدد سكانها 29783 نسمة في عام 2010 حسب إحصاء مكتب تعداد الولايات المتحدة.

## أعلام
- رون ليستير
- باين ليندسي
- جاين كامبل
- جوني داريل
- لي مور
- باول أوليفر
- براد أرمسترونغ

## وصلات خارجية
- http://www.kennesaw-ga.gov
- Cities & Counties - Georgia.gov